# Red
 For alternative betydninger, se Red (flertydig). (Se også artikler, som begynder med Red)
En red er et vandområde uden for en havn, hvor skibe kan ankre op for at laste, losse, tage forsyninger om bord, bunkre brændstof eller vente på kajplads. En god red er afskærmet og har en passende vanddybde. Afskærmningen kan være naturlig eller kunstig.

## Kendte rede
- Bizerte, Tunesien
- Boulogne-sur-Mer, Frankrig (kunstigt afskærmet)
- Brest, Frankrig
- Carrick Roads, England
- Cherbourg, Frankrig
- The Downs, England
- Geneve, Schweiz (i Genfersøen)
- Laninon, Frankrig (kunstig red nær Brest)
- Hampton Roads, Virginia, USA
- Københavns Red
- Lahaina Roads, Hawaii
- Lorient, Frankrig
- Nagasaki, Japan
- Spithead, England
- Toulon, Frankrig
- Villefranche-sur-Mer, Frankrig
- Scapa Flow, Skotland